# Свято-Нікольська церква (Миколаїв)
Церква 58-го пішого полку — складалася з двох будівель, останки фундаменту другої були знайдені. Полк розташовувався в місті Миколаєві.

## Відкриття місцезнаходження
У листопаді 2004 року під час будівельних робіт у дворі Чорноморського національного університету ім. П. Могили на вулиці 68-ми Десантників була виявлена кладка фундаменту, яка здалася будівельникам вельми старою. Завдяки проректору з наукової роботи А. П. Мещанінова і завідувачу будівельним відділом А. М. Березанському, роботи на цій ділянці двору були припинені. Щоб з'ясувати, кам'яну кладку якого будинку зберігала в собі земля, запросили працівників Миколаївського краєзнавчого музею.
Тут знаходилася церква яку збудували наприкінці XIX століття і освятили у 1899 році. Полк, якому призначався цей храм, був сформований в 1831 році в передмісті м. Варшави (раніше — Прага) — звідси і назва «Празький». Для полку в XIX столітті цілком природним було мати свою церкву.

## Історія розвитку
Перша церква, яка обслуговувалає полк з дня його заснування, була збудована на вул. Таврійської (сучасна вул. Шевченка). І в цій церкві зберігалася ікона Святого Миколая, отримана в дар від Константинопольського патріарха Констанція V в 1837 році. Під час перебування в Константинополі він передав ікону 52-му єгерського полку, який пізніше увійшов до складу 58-го Празького.
Вже в новій (1899 року) церкві знаходився чудотворний образ Святого Феодосія Чернігівського: ікона була створена на кошти офіцерів полку в пам'ять про одужання государя Миколи I від хвороби і освячена на мощах святого в Чернігові. У 1902 році, будучи на маневрах в Курській губернії, полк отримав образ Богоматері Курської, як благословення від єпископа Курського і Білгородського.
Святослужіння в церкві виконував відомий в місті священик, мученик протоієрея Парфеній Михайлович Холодний (1874–1937). Його ім'я офіційно не канонізовано, проте багато десятиліть його поминали в своїх таємних молитвах рідні, близькі, парафіяни.
Перші відомості про Парфенія були отримані від Ю. Є. Кірсанова. Він допоміг встановити листування з онукою померлого протоієрея А.Г Назарової, яка проживає в Москві. Завдяки їй, сьогодні ми маємо в своєму розпорядженні основні документи про життя священика. Протоієрей П.Холодний змінив на посаді настоятеля полкової церкви отця Малявінского, і з початком Першої світової війни брав участь у бойових діях 58-го піхотного Прагского полку. У серпні 1915 року в газетах Миколаєва з'явилися статті про батька Парфенія, його ім'я стало відоме далеко за межами міста. Дзвін дзвонів у всіх православних храмах Росії сповістив про початок святкової літургії: 15 серпня (за старим стилем) відзначали день Успіння Божої Матері. А далеко від батьківщини, на пропахлій гаром землі, серед окопів і ровів австрійського фронту священик Парфеній, в пропиленій рясі, серед військових наметів, один стояв перед похідним вівтарем: ящики від снарядів були прикриті антимінсом, св. Розп'яття і Євангеліє осявало сонце, що сходить. Священик звів звернувся до Бога: «Господи, не допусти кровопролиття, нехай хоч сьогодні, в день Успіння Божої Матері, серця воїнів пом'якшаться.». Полковий священик брав участь у багатьох боях. Вже другий рік воїни 58-го піхотного Прагского полку брали участь у бойових діях. На старий вокзал м. Миколаєва прибував страшний вантаж — цинкові труни з тілами загиблих офіцерів, вік яких часто не перевищував 25 років. Місцем їх останнього спочинку стало міське кладовище, військовий сектор. Звістка про діяння Парфенія на фронті дійшла через військові зведення до імператора, і Микола II розпорядився нагородити батька Парфенія Холодного золотим хрестом з свого, царського, кабінету. А незабаром сам священик виявився в Миколаєві — його облягали кореспонденти, журналісти, парафіяни, прості люди, які дізналися про його подвиг.
У відділі краєзнавчої літератури обласної бібліотеки ім. А.Гмирева зберігаються пожовклі сторінки «Миколаївській газети» за 1915–1916 рр.. Найбільш затребуваними в ті роки були статті про події на фронті, як же інакше — адже там знаходилися учасники боїв, яких незадовго до цього проводжав весь Миколаїв. Оскільки загиблих було більше ніж очікували збільшили площу кладовища та почали збір пожертвувань для поранених і дітей загиблих, піклування при Свято-Микільської (грецької) церкви в листопаді 1916 року організувало кружечного збір, кошти від якого пішли на виготовлення теплої білизни для воїнів армії, тут же був влаштований і лазарет для поранених воїнів. В цей же час Н. Ф. Холодна, дружина батька Парфенія, що знаходився на фронті, організувала «Гурток дам Прагского і Миколаївського полків», який розташовувався прямо в будинку священика. Учасниці гуртка поміщали в газетах оголошення про приготування подарунків до свят Різдва Христового та Великодня «для воїнів рідних полків». З фронту прибував спеціальний уповноважений і відвозив подарунки, а через деякий час в газеті поміщали листи-подяки від воїнів і їх командирів
За спогадами його внучки А. Г Назарової, дід брав участь також і в російсько-японській війні, але документально це поки що не підтверджується. Після закриття полкової церкви він був переведений у Свято-Нікольський храм (вул. Фалєєвська, 4), де і служив до арешту в 1937 році. Останні роки його життя пройшли поруч з протоієреєм Н. Романовським. Священик отець Парфеній Холодний був засуджений до розстрілу на підставі статей 54-10 і 54-11 КК УРСР Вирок приведений у виконання 23 серпня 1937. Повністю реабілітований в 1989 році.